# بلیندا لی
بلیندا لی (به انگلیسی: Belinda Lee) (زاده ۱۵ ژوئن ۱۹۳۵-درگذشته ۱۲ مارس ۱۹۶۱) بازیگر انگلیسی بود.
از فیلم‌های معروف او می‌توان به بازی در داستان یوسف و برادرانش، مسالینا و الهه عشق اشاره کرد.